# Illocska, Baranya
Illocska este un sat în districtul Siklós, județul Baranya, Ungaria, având o populație de 253 de locuitori (2011). 

## Demografie
Componența etnică a satului Illocska
     Maghiari (93,05%)
     Romi (4,25%)
     Germani (1,54%)
     Croați (1,16%)
Componența confesională a satului Illocska
     Romano-catolici (53,36%)
     Fără religie (22,92%)
     Reformați (13,44%)
     Luterani (1,98%)
     Necunoscută (8,3%)
Conform recensământului din 2011, satul Illocska avea 253 de locuitori. Din punct de vedere etnic, majoritatea locuitorilor (93,05%) erau maghiari, existând și minorități de romi (4,25%), germani (1,54%) și croați (1,16%).  Din punct de vedere confesional, majoritatea locuitorilor (53,36%) erau romano-catolici, existând și minorități de persoane fără religie (22,92%), reformați (13,44%) și luterani (1,98%). Pentru 8,3% din locuitori nu este cunoscută apartenența confesională.